# Andrej Kovalenko
Andrej Nikolajevitsj Kovalenko (Russisch: Андрей Николаевич Коваленко) (Balakovo, 7 juni 1970) is een Russisch ijshockeyer.
Kovalenko won tijdens de Olympische Winterspelen 1992 de gouden medaille met het gezamenlijk team. Tijdens de Olympische Winterspelen 1998 verloor Kovalenko met de Russische ploeg de finale van Tsjechië.